# Concordia, Argentina

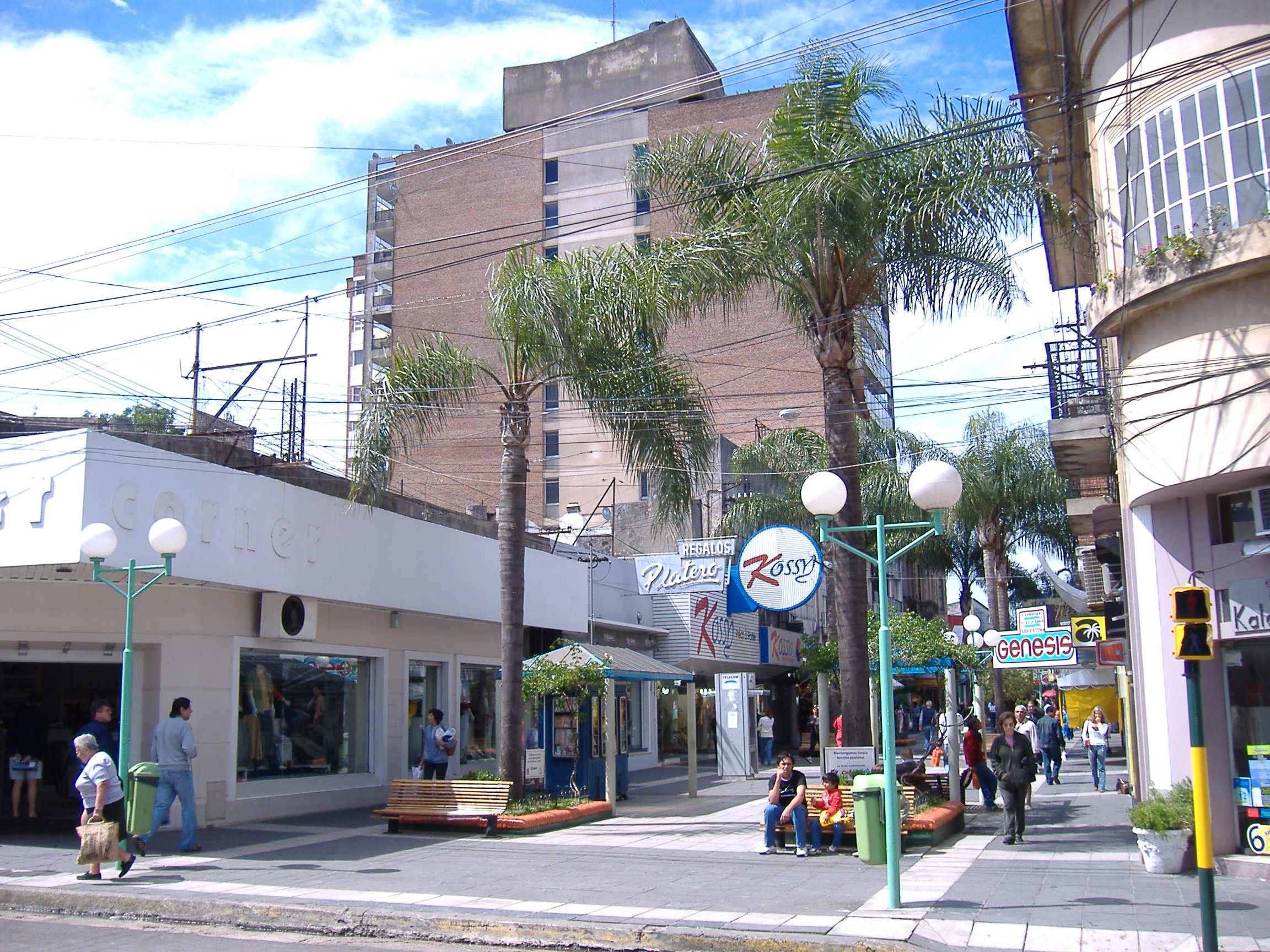
Gågata i Concordia

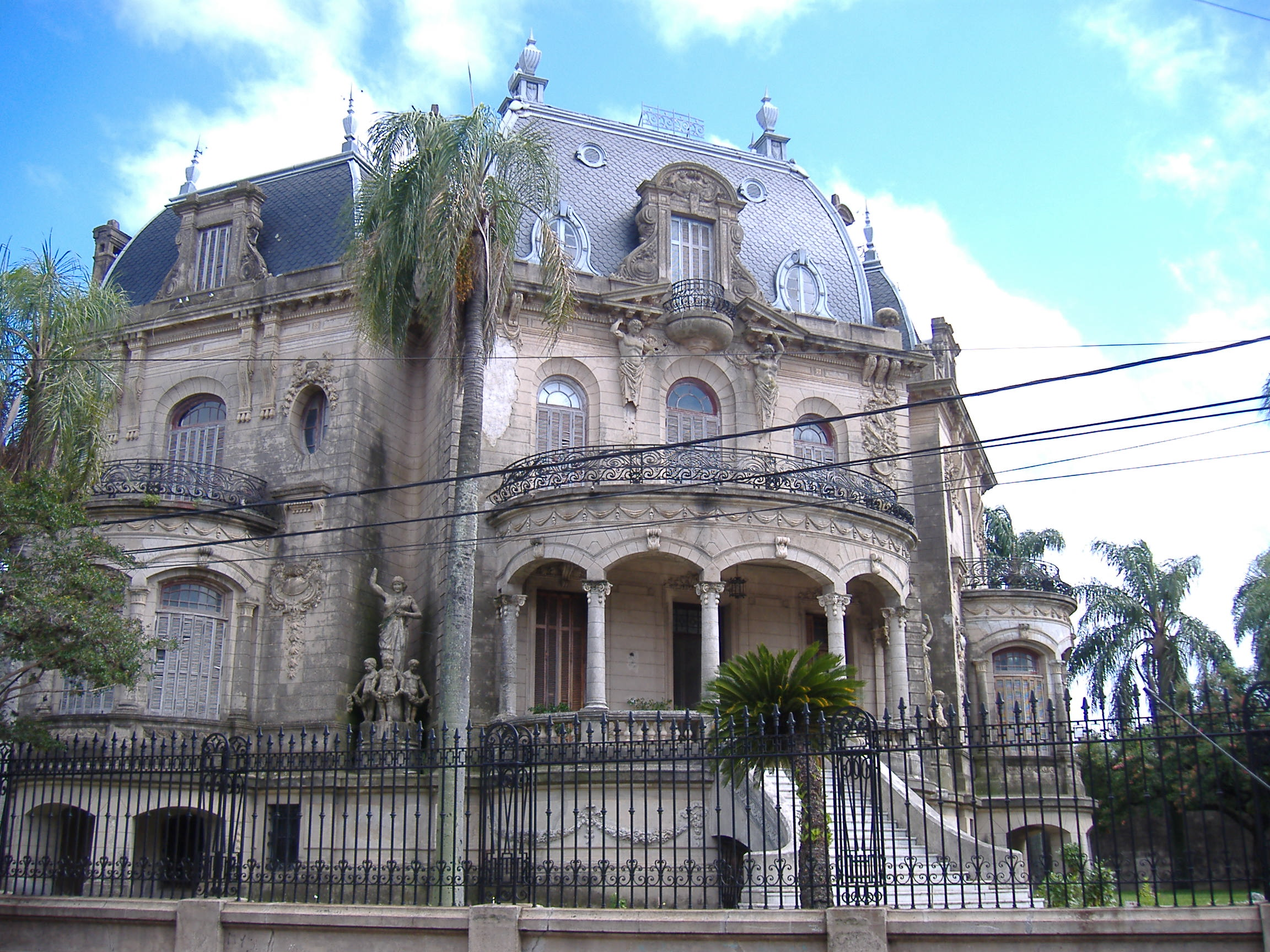
Arruabarrena-huset

San Antonio de Padua de la Concordia (vanligen förkortat Concordia) är en stad i nordöstra delen av provinsen Entre Ríos i Argentina. Den ligger i regionen Mesopotamien. Staden hade enligt 2001 års folkräkning ungefär 142 000 invånare, och är huvudort i departementet med samma namn. Concordia ligger på Uruguayflodens västra strand, mittemot staden Salto i Uruguay. De två städerna är sammanbundna av en väg- och järnvägsbro.